# Họ Khỉ đuôi cong
Cebidae là một họ động vật có vú trong bộ Linh trưởng. Họ này được Gray miêu tả năm 1831.

## Phân loại
Theo MSW:
- Họ Cebidae
  - Phân họ Callitrichinae (tách ra từ họ Callitrichidae theo ITIS)
    - Chi Callimico
    - Chi Callithrix
    - Chi Leontopithecus
    - Chi Saguinus

  - Phân họ Cebinae
    - Chi Cebus

  - Phân họ Saimiriinae
    - Chi Saimiri

## Hình ảnh

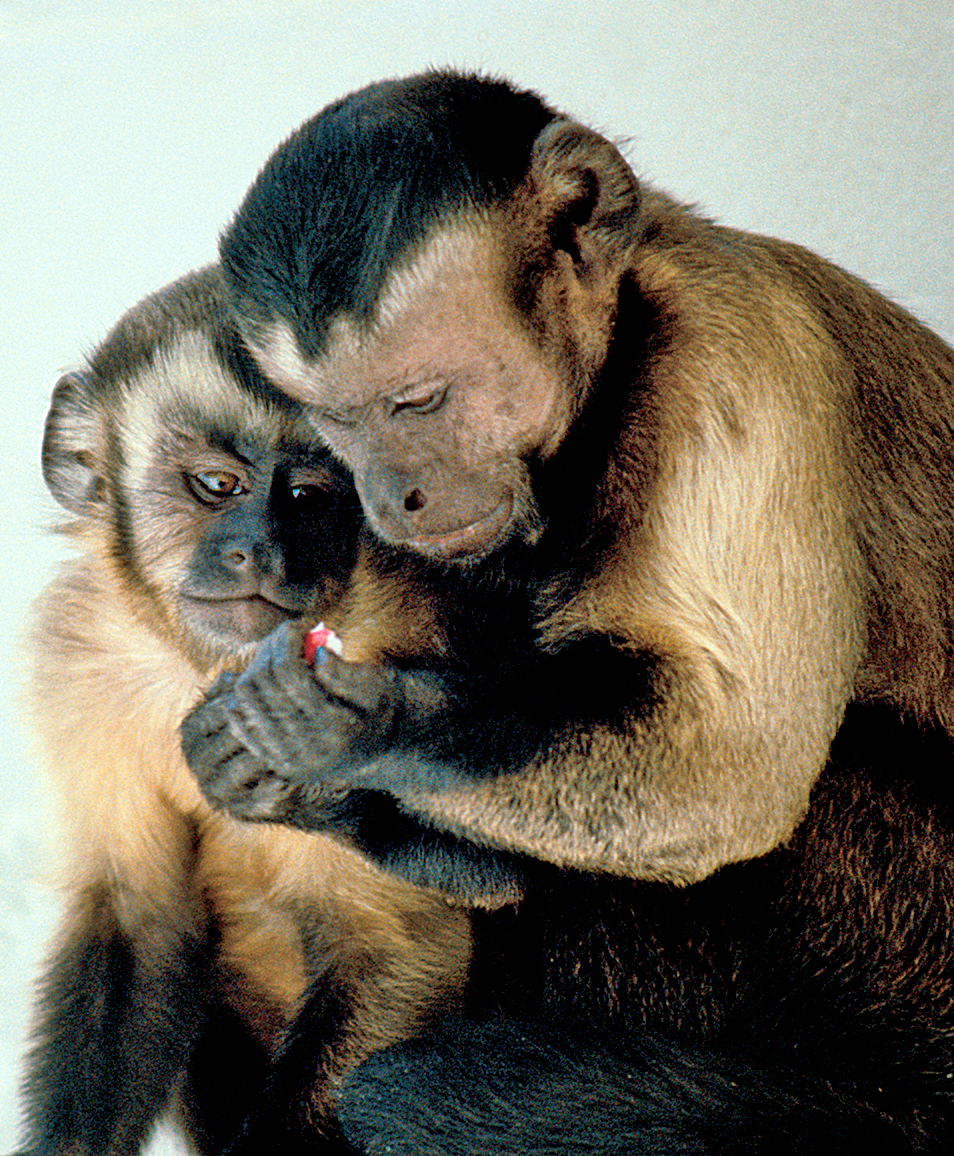
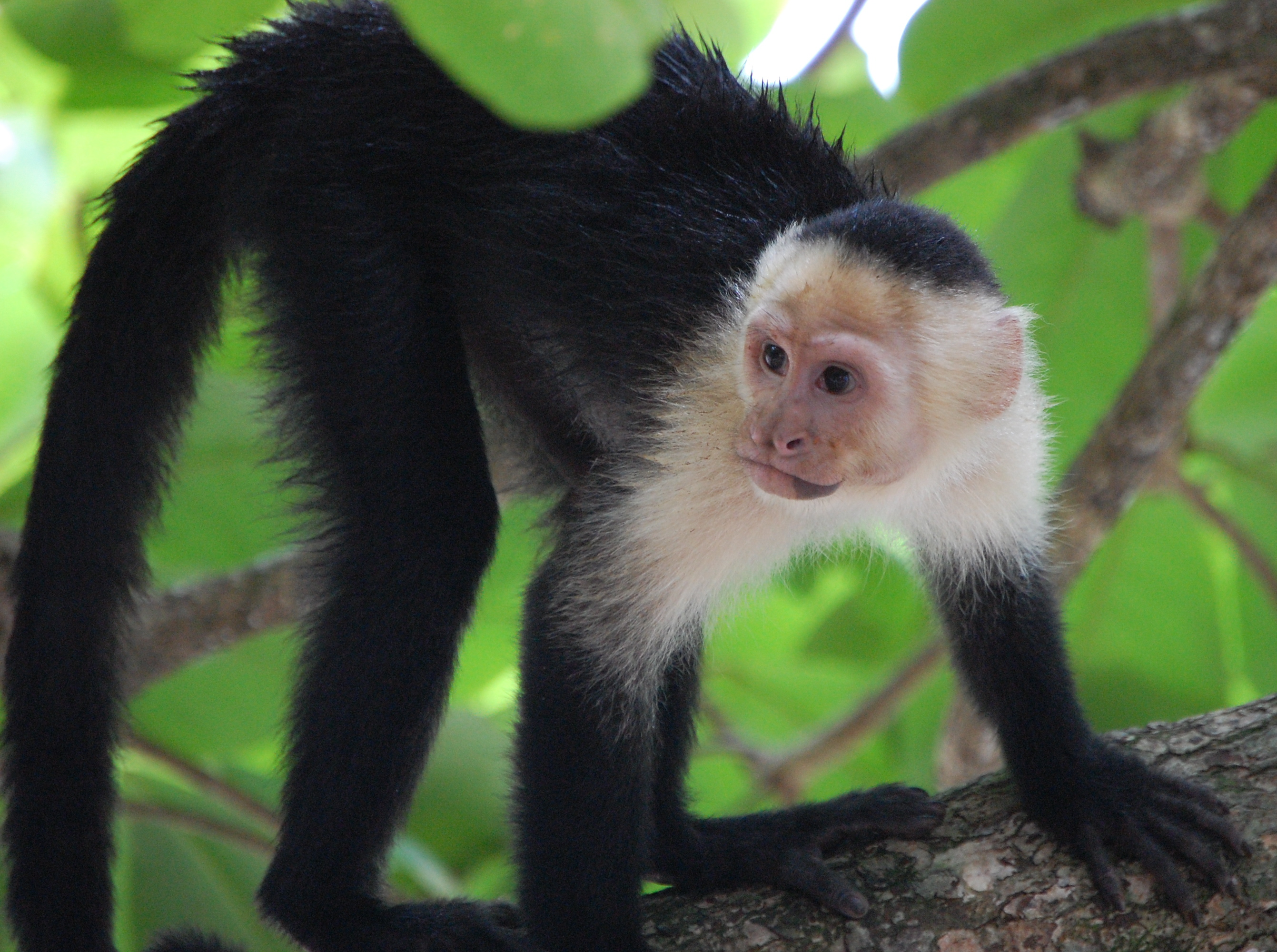
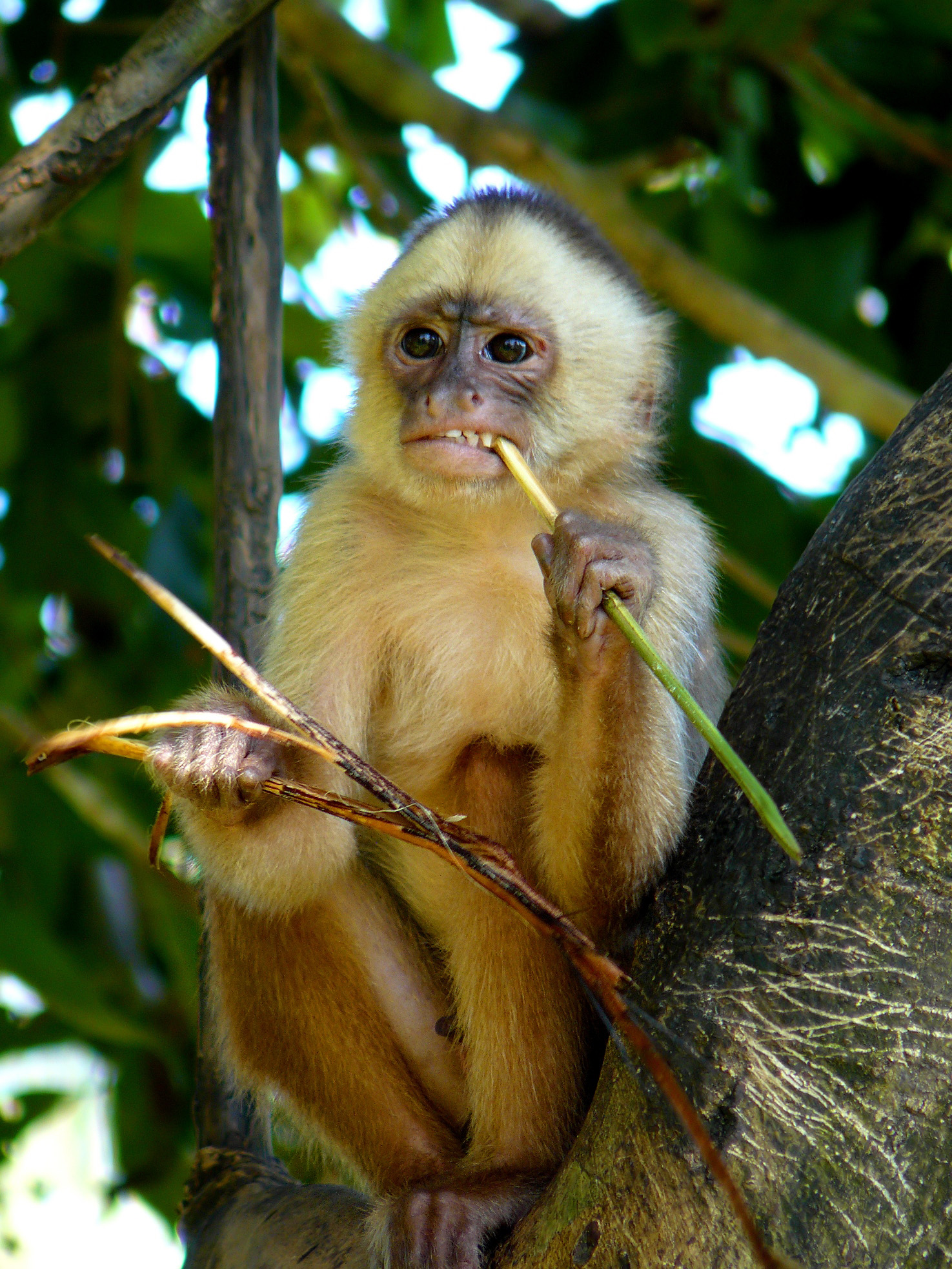
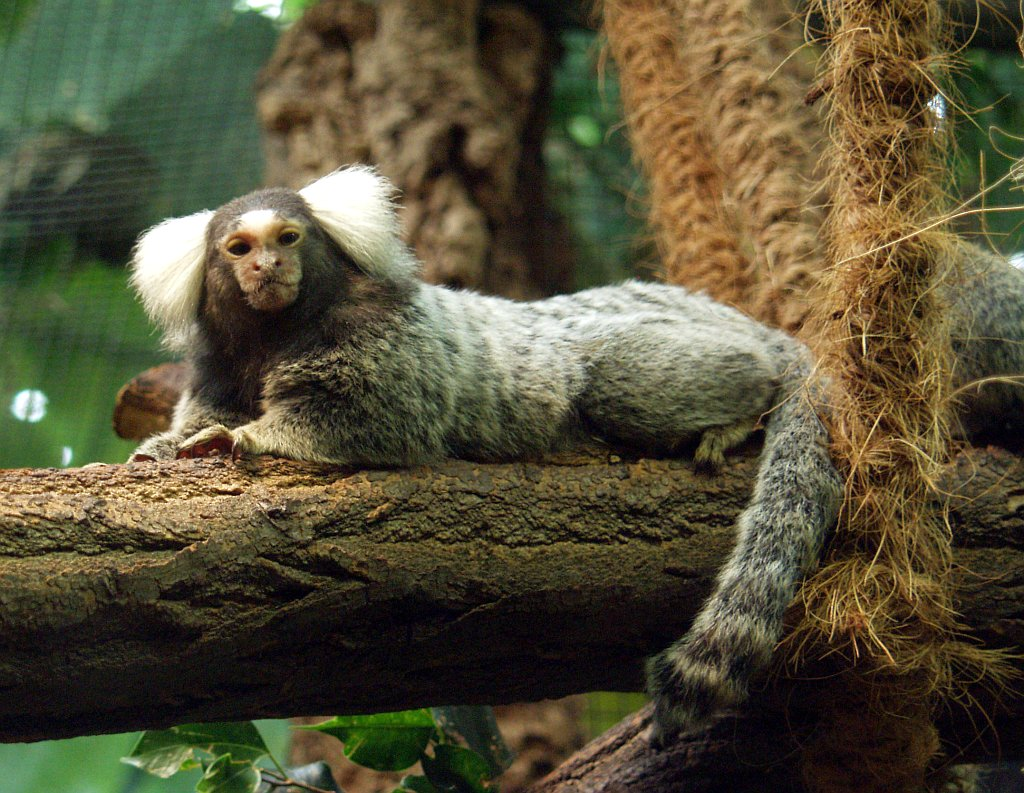